# Kilholz (Adelsgeschlecht)
Die Familie Kilholz war ein fränkisches Adelsgeschlecht. Das Ministerialengeschlecht wirkte zwischen dem 13. und 14. Jahrhundert im Umfeld der Grafen zu Castell und der Würzburger Fürstbischöfe.

## Geschichte
Die Familie Kilholz kann im 13. Jahrhundert erstmals in den Quellen fassbar gemacht werden. Im Jahr 1258 tauchen Berthold Kilholz und sein Bruder Friedrich als Dienstmannen der Grafen zu Castell auf. So beteiligte sich Berthold am Verkauf des Dorfes Kaltenhausen an das Kloster Ebrach, während Friedrich die Schenkung der Kapelle in Stammheim an den Konvent von Maidbronn bezeugte. Die Brüder sind außerdem in einer Urkunde von 13. Februar 1265 als Zeugen am Verkauf würzburgischer Lehen der Grafen zu Castell an das Würzburger Johanniterkloster beteiligt. Berthold Kilholz und seine Frau tauchen als handelnde Personen in einer undatierten Urkunde auf, die vom in der zweiten Hälfte des 13. Jahrhunderts amtierenden Ebracher Abt Nikolaus I. ausgestellt wurde und den Verkauf der kilholz’schen Güter in Schallfeld beinhaltete.
Berthold kann 1279 als würzburgischer Amtmann auf dem Schwanberg nachgewiesen werden. 1281 übergab er dem Kloster Ebrach mehrere Huben in Oberbreitbach. Die Familie war in Mainsondheim bei Dettelbach begütert, musste den Zehnt des Dorfes allerdings 1283 schuldenhalber an Ebrach veräußern. Bertholds gleichnamiger Sohn erhielt 1287 zusammen mit dem Vater die lehenbaren Güter des Konrad von Wildberg in Geesdorf und Mönchsambach als Allode. Auch die nachfolgende Generation übernahm für die Grafen zu Castell und die Würzburger Bischöfe wichtige Aufgaben in der Verwaltung. So wirkten die Brüder Heinrich und Friedrich Kilholz im Jahr 1293 als Amtmänner in Iphofen und erlebten als Zeugen die vom Bischof Manegold erfolgte Erhebung der Siedlung zur Stadt mit. Mit Hartung Kilholz ist um die Jahrhundertwende zum 14. Jahrhundert außerdem ein Burgmann des Grafen Friedrich III. zu Castell nachweisbar.
Im Umfeld der Grafen wirkten im Jahr 1311 zwei Ritter mit dem Namen Friedrich Kilholz. Sie waren als Zeugen zugegen, als Graf Friedrich III. und seine Söhne mehrere Güter in Wiesentheid und Abtswind an das Kloster Ebrach übertrugen. In der Urkunde sind sie als „Fridericus des. Kilholz miles, Fridericus des. Kilholz armiger“ unterschieden. 1316 tauchte der Wäppner Heinrich gen. Kilholz als Zeuge in einer weiteren Schenkung an das Kloster Ebrach auf. Am 24. Mai 1334 waren die „strenui viri“ (lat. festen Knechte) Friedrich und Heinrich Kilholz zugegen, als Berthold von Schwarzenberg seinen Hof in Geesdorf an Ebrach veräußerte. Als letzter männlicher Vertreter des Geschlechts tritt Heinrich Kilholz in Erscheinung, der seine Lehen dem Deutschen Orden übereignete und am 18. Mai um 1345 starb.

## Mitglieder
Teile der Stammliste der Familie Kilholz lassen sich rekonstruieren.
- A1 Berthold (gen. 1258) ∞ N. N.
  - B1 Bertold (gen. 1287)
- A2 Friedrich (gen. 1258)

Weitere Personen der Familie:
- Hartung (gen. 1297)
- Heinrich (gen. 1304)
- Friedrich (gen. 1304)
- Friedrich oder Fritz (gen. 1310)
- Heinrich der Jüngere († 18. Mai um 1345)